# Франко Моретті
Фра́нко Море́тті (італ. Franco Moretti; нар. 1950) — італійський історик і теоретик літератури, професор Стенфордського університету.
Спершу Моретті працював у руслі марксистської літературної критики, однак з початку 1990-х років випрацював свій оригінальний підхід до дослідження літератури, який залучає світ-системний аналіз, теорію еволюції, географію та статистику.

### Книжки
- 1983. Signs Taken For Wonders: Essays in the Sociology of Literary Forms. London: New Left Books.
- 1987. The Way of the World: Bildungsroman in European Culture. London; New York: Verso.
- 1996. Modern Epic: The World-System from Goethe to García Márquez. London; New York: Verso.
- 1998. Atlas of the European Novel 1800–1900. London; New York: Verso.
- 2006. (ed.) The Novel. 2 vols. Princeton, N.J.; Oxford: Princeton University Press.
- 2005. Graphs, Maps, Trees: Abstract Models for Literary History. London; New York: Verso.
- 2013. Distant Reading. London; New York: Verso.
- 2013. The Burgeois: Between History and Literature. London; New York: Verso.

### Переклади українською
- Припущення про всесвітню літературу // Спільне. — 24.08.2010